# Tuvaphantes insolitus
Tuvaphantes insolitus là một loài nhện trong họ Salticidae.
Loài này thuộc chi Tuvaphantes. Tuvaphantes insolitus được Dmitri Viktorovich Logunov miêu tả năm 1991.